# Katzenstein (Oberpfälzer Wald)
Der Katzenstein ist mit 622 Metern Höhe der höchste Punkt in der Gemeinde Gleiritsch. Auf seinem Gipfel befindet sich ein kleines Gipfelkreuz. 

## Geographie
Der Katzenstein liegt im Oberpfälzer Wald, 1,5 Kilometer südöstlich der Expositurkirche Maria Magdalena in Gleiritsch. Von der Kreisstraße SAD 38 bei Steinach führt ein Flurbereinigungsweg in östlicher Richtung zum Katzenstein. Der Gipfel des Katzensteins befindet sich in dem Waldgebiet nordöstlich der Flurbereinigungsstraße.